# Sapardi Djoko Damono
Sapardi Djoko Damono (ur. 20 marca 1940 w Surakarcie, zm. 19 lipca 2020 w Tangerang Selatan) – indonezyjski poeta, literaturoznawca i tłumacz.

## Życiorys
Studiował anglistykę na Wydziale Literatury i Kultury Uniwersytetu Gadjah Mada. Przez rok kształcił się na Uniwersytecie Hawajskim. W 1989 roku uzyskał doktorat z literaturoznawstwa na podstawie rozprawy pt. Novel Jawa Tahun 1950-an: Telaah Fungsi, Isi, dan Struktur, a w 1995 roku został powołany na stanowisko profesora na Wydziale Literatury Uniwersytetu Indonezyjskiego.
Jego twórczość pisarska była tłumaczona na język angielski. Została wydana w ramach dwóch antologii: Suddenly the Night (1988) i Before Dawn (2005).

## Twórczość
Poezja
- Duka-Mu Abadi. Bandung: Jeihan, 1969
- Akuarium. Jakarta: Puisi Indonesia, 1974
- Mata Pisau. Jakarta: Balai Pustaka, 1974
- Perahu Kertas. Jakarta, Balai Pustaka, 1983
- Sihir Hujan. Kuala Lumpur: Dewan Bahasa dan Pustaka, 1983
- Kesusastraan Indonesia Modern: Beberapa Catatan, Jakarta: Gramedia, 1983
- Arloji, Jakarta
- H.B. Jassin 70 Tahun, Jakarta: Gramedia, 1987
- Suddenly the Night, Jakarta: Lontar Foundation, 1988
- Hujan Bulan Juni: Pilihan Sajak, Jakarta: Grasindo, 1994
- Ayat-Ayat Api, Jakarta: Pustaka Firdaus, 2000
- Arloji, 2000
- Mata Jendela, 2001
- Ada Berita Apa Hari Ini, Den Sastro?, 2002
- Before Dawn, 2005
- Namaku Sita, 2012
- Dan Sutradara Itu Menghapus Dialog Kita, 2012

Beletrystyka
- Pengarang Telah Mati, 2001
- Membunuh Orang Gila, 2003
- Trilogi Soekram, Gramedia Pustaka Utama: 2015
- Hujan Bulan Juni, Gramedia Pustaka Utama: 2015

Literatura faktu
- Sosiologi Sastra: Sebuah pengantar ringkas, 1977
- Novel Sastra Indonesia Sebelum Parang (1979)
- Sastra Indonesia Modern: Beberapa Catatan, 1982
- Bilang Begini, Maksudnya Begitu (1990)
- Politik, Ideologi dan Sastra Hibrida, 1999
- Sihir Rendra: Permainan Makna, 1999
- Priayi Abangan, 2000
- Puisi Indonesia Sebelum Kemerdekaan, 2004
- Jejak Realisme dalam Sastra Indonesia, 2005